# Diocesi di Kamina
La diocesi di Kamina (in latino Dioecesis Kaminaënsis) è una sede della Chiesa cattolica nella Repubblica Democratica del Congo suffraganea dell'arcidiocesi di Lubumbashi. Nel 2021 contava 513.000 battezzati su 2.253.350 abitanti. La sede è vacante, in attesa che il vescovo eletto Léonard Kakudji Muzinga ne prenda possesso.

## Territorio
La diocesi comprende i territori di Kamina, Bukama e Kaniama nella provincia dell'Alto Lomami, nella parte meridionale della Repubblica Democratica del Congo.
Sede vescovile è la città di Kamina, dove sorge la cattedrale di Santa Teresa del Bambin Gesù.
Il territorio si estende su 73.479 km² ed è suddiviso in 35 parrocchie, raggruppate in quattro decanati: Kamina, Kabondo-Dianda, Bukama e Kinkondja.

## Storia
La prefettura apostolica di Lulua e Katanga centrale fu eretta il 18 luglio 1922 con il breve Quae catholico di papa Pio XI, ricavandone il territorio dal vicariato apostolico del Kasai superiore (oggi arcidiocesi di Kananga) e dalla prefettura apostolica del Katanga (oggi arcidiocesi di Lubumbashi).
Il 7 aprile 1927 lo stesso papa Pio XI con il breve Quae in exploratam ridefinì i confini con la prefettura apostolica del Katanga superiore (oggi diocesi di Kongolo).
Il 26 febbraio 1934 in forza della bolla Libenti animo di papa Pio XI cedette una porzione del suo territorio a vantaggio dell'erezione del vicariato apostolico di Boma (oggi diocesi) e nel contempo la prefettura apostolica fu elevata a vicariato apostolico.
L'8 luglio 1948 cedette un'altra porzione di territorio a vantaggio dell'erezione della prefettura apostolica del Lago Moero (oggi diocesi di Kilwa-Kasenga) e contestualmente cambiò il proprio nome in vicariato apostolico di Lulua.
Il 10 novembre 1959 per effetto della bolla Cum parvulum di papa Giovanni XXIII il vicariato apostolico è stato elevato a diocesi e ha assunto il nome di diocesi di Kamina.
L'11 marzo 1971 ha ceduto un'ulteriore porzione di territorio a vantaggio dell'erezione della diocesi di Kolwezi.
Il 12 gennaio 1974 si è ampliata con una porzione di territorio già appartenuto alla diocesi di Kabinda.

## Cronotassi dei vescovi
Si omettono i periodi di sede vacante non superiori ai 2 anni o non storicamente accertati.
- Camille Valentin Stappers, O.F.M. † (15 luglio 1922 - marzo 1950 dimesso)
- Victor Petrus Keuppens, O.F.M. † (25 giugno 1950 - 11 marzo 1971 nominato vescovo di Kolwezi)
- Barthélémy Malunga † (11 marzo 1971 - 22 gennaio 1990 ritirato)
- Jean-Anatole Kalala Kaseba (22 gennaio 1990 - 3 dicembre 2020 dimesso)
  -  Sede vacante (2020-2023)[3]
- Léonard Kakudji Muzinga, dall'11 novembre 2023

## Statistiche
La diocesi nel 2021 su una popolazione di 2.253.350 persone contava 513.000 abitanti, corrispondenti al 22,8% del totale.
| anno | popolazione | popolazione | popolazione | presbiteri | presbiteri | presbiteri | presbiteri                | diaconi | religiosi | religiosi | parrocchie |
| anno | battezzati  | totale      | %           | numero     | secolari   | regolari   | battezzati per presbitero | diaconi | uomini    | donne     | parrocchie |
| ---- | ----------- | ----------- | ----------- | ---------- | ---------- | ---------- | ------------------------- | ------- | --------- | --------- | ---------- |
| 1949 | 35.322      | 300.000     | 11,8        | 53         | 2          | 51         | 666                       |         | 68        | 91        |            |
| 1970 | 117.771     | 595.252     | 19,8        | 86         | 9          | 77         | 1.369                     |         | 93        | 234       | 3          |
| 1980 | 137.014     | 334.180     | 41,0        | 28         | 5          | 23         | 4.893                     |         | 26        | 78        | 15         |
| 1990 | 212.060     | 570.622     | 37,2        | 32         | 10         | 22         | 6.626                     |         | 23        | 69        | 15         |
| 1999 | 201.198     | 881.484     | 22,8        | 39         | 23         | 16         | 5.158                     |         | 21        | 78        | 18         |
| 2000 | 222.447     | 883.549     | 25,2        | 44         | 23         | 21         | 5.055                     |         | 26        | 82        | 18         |
| 2001 | 241.455     | 703.296     | 34,3        | 52         | 32         | 20         | 4.643                     |         | 24        | 99        | 27         |
| 2002 | 241.900     | 660.280     | 36,6        | 49         | 31         | 18         | 4.936                     |         | 23        | 90        | 19         |
| 2003 | 199.916     | 746.223     | 26,8        | 59         | 42         | 17         | 3.388                     |         | 22        | 64        | 23         |
| 2006 | 216.991     | 784.669     | 27,7        | 47         | 30         | 17         | 4.616                     |         | 21        | 92        | 25         |
| 2011 | 238.871     | 839.819     | 28,4        | 46         | 31         | 15         | 5.192                     |         | 20        | 91        | 28         |
| 2013 | 378.065     | 1.416.690   | 26,7        | 55         | 40         | 15         | 6.873                     |         | 18        | 85        | 30         |
| 2016 | 485.696     | 1.903.177   | 25,5        | 63         | 48         | 15         | 7.709                     |         | 22        | 82        | 30         |
| 2019 | 507.568     | 2.064.600   | 24,6        | 68         | 49         | 19         | 7.464                     |         | 23        | 67        | 31         |
| 2021 | 513.000     | 2.253.350   | 22,8        | 74         | 61         | 13         | 6.932                     |         | 14        | 72        | 35         |